# René Serre
Pour les articles homonymes, voir Serre.
René Serre, né le 24 novembre 1938 à Mauriac, ou au Vigean (Cantal), est un coureur cycliste français. 

## Biographie
René Serre participe à ses premières courses cyclistes en 1957 avec le Vélo Club de Mauriac. 
En 1962, il devient champion régional d'Auvergne. Il passe ensuite professionnel en 1963 au sein de l'équipe Mercier-BP-Hutchinson, où il se retrouve coéquipier de Raymond Poulidor. Durant sa première saison, il obtient notamment diverses places d'honneur sur des étapes du Grand Prix du Midi Libre. 

## Palmarès
- 1962
  - Champion d'Auvergne
- 1965
  - 3e du Circuit du Cantal
- 1966
  - Champion d'Auvergne des amateurs hors catégorie